# Gabriel Virella i Torras
Gabriel Virella i Torras (Vilanova i la Geltrú, 1943) és un metge català.

## Biografia
El 1950 va marxar a viure a Portugal, on anys més tard va estudiar la carrera de medicina a la Universitat de Lisboa. Es va llicenciar el 1967 i es va doctorar el 1974.
El 1967 va entrar com a ajudant d'investigació a l'Institut Gulbenkian de Ciència a la ciutat d'Oeiras. 8 anys més tard va obtenir la plaça d'investigador. Durant un temps també va estudiar a Anglaterra, a la Universitat de Birmingham i a l'institut nacional d'investigació mèdica de Londres, fins que el 1975 va emigrar definitivament als Estats Units.
Es va instal·lar a Carolina, on va entrar a treballar a la Universitat Mèdica de Carolina del Sud, a Charleston. Es va especialitzar en immunologia i microbiologia. Ha obtingut diversos premis a l'excel·lència en educació mèdica i actualment està dedicat a la investigació, sent membre de diverses comunitats científiques.

## Obra publicada
La seva obra més rellevant és Introduction to Medical Immunology, publicada a finals dels anys 80. Aquesta obra es fa servir com a manual a diverses universitats dels Estats Units.